# Atentado contra el diario El País de 1978
El atentado contra el diario El País de 1978 fue un ataque perpetrado por miembros de la extrema derecha, quienes enviaron un artefacto explosivo a la redacción del periódico. El artefacto explotó en la sala donde tres empleados del periódico clasificaban la correspondencia de ese día (30 de octubre).

## Contexto
El atentado contra El País se produjo en un ambiente social y político marcado por la evolución del régimen franquista hacia una monarquía parlamentaria. Las Cortes habían elaborado un texto definitivo de carta magna, que iba a ser votado el día 31. 
El escenario político de esta época también estaba marcado por la actividad terrorista de grupos de ambos extremos ideológicos: AAA, Guerrilleros de Cristo Rey, ETA, GRAPO, Batallón Vasco Español... Concretamente, eran recientes los atentados con paquete-bomba en las redacciones de Diario 16 y el Papus, además del asesinato del periodista José María Portell a manos de ETA militar.
Desde El País se afirmó que se habían recibido amenazas y avisos de bombas de diversos grupos, desde ETA y los GRAPO hasta la Triple A y el 'comando Francisco Franco'.

## El atentado
La mañana del 30 de octubre de 1978, los conserjes Andrés Fraguas, Carlos Barranco y el jefe de servicios generales Juan Antonio Sampedro, se encontraban en el cuarto piso de la redacción de El País. Se hallaban en una pequeña sala, donde examinaban el correo recibido, para posteriormente clasificarlo y distribuirlo. Uno de ellos llamó la atención de sus compañeros sobre un paquete de madera con el anagrama de IBM, del que sobresalían unos cables. Apenas hubo levantado la tapa Sampedro, el artefacto explotó. 
Como resultado de la explosión Barranco sufrió algunas heridas leves y Sampedro resultó gravemente herido (Sampedro perdió la mano izquierda, parte de la derecha, un ojo y parte del intestino). A consecuencia de las heridas recibidas, falleció el conserje Andrés Fraguas, de 19 años de edad. Además el edificio de El País sufrió diversos daños. Los afectados fueron trasladados al Hospital Francisco Franco (actual 
Hospital General Universitario Gregorio Marañón). Barranco, el herido menos grave, pudo salir a mediodía, tras ser reconocido por los médicos.

## Reivindicación
A lo largo de la jornada se produjeron diversas llamadas telefónicas a medios españoles con la intención de reivindicar el atentado. La Agencia Efe recibió una llamada responsabilizando a los GRAPO del ataque, si bien pronto era desmentida por otra llamada, presuntamente de un miembro de esta banda. Dos llamadas al Diario 16 inculparon a la organización terrorista de la Triple A. A las once de la noche se realizaba otra llamada al periódico Informaciones, en la que se leyó un comunicado reivindicando el ataque para los Grupos de Acción Sindicalista (GAS), de corte neofascista, y amenazando a Diario 16.
Otra llamada por la noche a la delegación de Efe en Barcelona reivindicaba el atentado, en nombre de la Triple A, y amenazaba con nuevas acciones contra las revistas Cambio 16 e Interviú.

## Investigación y condenas
La investigación de los hechos llevó a la detención de 10 personas de un grupo ultraderechista en julio de 1981. Integraban este grupo Rafael Alfredo Gómez Álvarez, Ramiro Alejandro Rodríguez-Bolardo, que fueron condenados a 30 años por el ataque a El País el 30 de octubre de 1978. A este mismo grupo pertenecían los autores de la Matanza de Atocha que había tenido lugar el 24 de enero del año pasado.
Otro de los integrantes de este grupo, Pedro Bel, escapó a Venezuela, donde fue detenido en 1984, siendo extraditado a España en 1987 y condenado a 30 años por el atentado a El País, y a 81 por otros delitos. En 1996 obtuvo su libertad condicional y en 2002 consiguió su licenciamento definitivo. Desde 2004 es funcionario de prisiones.

## Reacción
El atentado despertó condenas por parte de la opinión española general. El Imparcial, periódico editado por Don Julio Merino, en su edición del día tras el atentado, se solidarizaba con los afectados, además de pedir la dimisión del ministro Martín Villa (UCD), entonces Ministro del Interior. La tarde del día del atentado una asamblea en la sede de AISS, en el paseo del Prado, publicó un manifiesto y convocó una manifestación para el día 31, en repulsa contra el atentado. La asamblea estaba conformada por 200 profesionales del periodismo y de sindicatos (CC. OO., CSUT, SU, UGT y USO). El atentado también apareció en la portada de otros periódicos españoles de la época: Diario 16, Pueblo, El Alcázar, Cataluña Express, Tele-Exprés.
Poco antes de las dos de la tarde del mismo día del atentado, los trabajadores, reunidos en asamblea, decidieron una edición del día siguiente norma de un número normal de páginas, con amplia información del atentado, y artículos de los editores. El director de El País, Juan Luis Cebrián, en la edición del 31 de octubre, publicaba un artículo: No tenemos miedo. En este agradecía la solidaridad de otros medios de comunicación, y negaba que el periódico fuese a dejar de publicarse, además de condenar la violencia.
Al día siguiente del atentado, las Cortes Españolas votaron a favor del texto definitivo de Constitución. Poco tiempo después del atentado, se celebró el referéndum del Proyecto de Constitución (el 6 de diciembre), que sería aprobada por un 87,78 % de votantes, esto es, el 58,97 % del censo electoral.
El atentado fue recogido por múltiples medios de comunicación de otros países: Italia (Reppublica, Mesaggero, Il Poppolo, L'Unita), Reino Unido (Agencia Reuters), EE. UU. (Agencia United Press International) y la radio francófona de Bélgica.